# Cesare Lombroso
Cesare Lombroso, rodným jménem Ezechia Marco Lombroso (6. listopadu 1835 Verona – 19. října 1909 Turín) byl italský lékař, biolog a kriminolog pocházející z veronské židovské rodiny.
Vyšel ze studií frenologie, aby nakonec přišel s teorií, že zločinné sklony jsou vrozené a jsou rozpoznatelné ve fyziognomických znacích člověka. Rozlišoval „rozené zločince, občasné zločince, zločince z vášně, morální imbecily a kriminální epileptiky“. Tato jeho antropologická kriminonologie byla časem zavržena jako nevědecká a předsudečná, sehrála však významnou roli ve vývoji zejména evropské kriminologie (méně severoamerické, tam vždy převládaly spíše sociologické koncepce zločinu). Známé byly rovněž jeho práce o genialitě. V závěru života se věnoval spiritismu.

### České překlady
- Co bude po smrti?, Praha, Hejda a Tuček 1911, z angličtiny přeložila Pavla Moudrá
- Hypnotismus, Praha, Vydavatelství dobrých autorů Kraft 1920.

## Kulturní odkazy
| „                                   | Lombroso muž je vzácné učenosti, a to mu neupírám ani já. Vskutku jen značné kvantum naivnosti zachrání před šílenstvím génia. | “ |
| — František Gellner: Radosti života | |   |

| „ | A tak, stoupaje po schodišti do III. oddělení k výslechu, Švejk nesl svůj kříž na vrchol Golgoty, sám ničeho nepozoruje o svém mučednictví. Spatřiv nápis, že plivati po chodbách se zakazuje, poprosil strážníka, aby mu dovolil plivnouti do plivátka, a záře svou prostotou, vstoupil do kanceláře se slovy: „Dobrý večer přeju, pánové, všem vespolek.“ Místo odpovědi dloubl ho někdo pod žebra a postavil před stůl, za kterým seděl pán chladné úřední tváře s rysy zvířecké ukrutnosti, jako by právě vypadl z Lombrosovy knihy „O typech zločinných“. | “ |
| — Jaroslav Hašek: Osudy dobrého vojáka Švejka za světové války, První díl, kapitola 2.: Dobrý voják Švejk na policejním ředitelství | |   |